# نهویزدی
نهویزدی (به چکی: Nehvizdy) یک منطقهٔ مسکونی در جمهوری چک است که در ناحیه پراگ-شرق واقع شده‌است. نهویزدی ۱٬۹۵۷ نفر جمعیت دارد.